# Oberrettenbach
Oberrettenbach ist eine Katastralgemeinde und ehemalige Gemeinde mit 481 Einwohnern (Stand: 1. Jänner 2023) in der Oststeiermark.
Seit 2015 ist sie im Rahmen der Gemeindestrukturreform in der Steiermark mit der Gemeinde Gersdorf an der Feistritz vereinigt, die neue Gemeinde trägt den Namen „Gersdorf an der Feistritz“ weiter.

## Geografie
Oberrettenbach liegt im Bezirk Weiz im österreichischen Bundesland Steiermark.

### Gliederung
Das Gemeindegebiet umfasste folgende zwei Ortschaften (in Klammern Einwohnerzahl Stand 1. Jänner 2024)
- Oberrettenbach (273)
- Rothgmos (217)

Die Gemeinde bestand aus der einzigen Katastralgemeinde Oberrettenbach.

## Politik
Oberrettenbach wurde politisch immer von der ÖVP dominiert. Bei den letzten Wahlen (Gemeinderatswahl, Landtagswahl, Nationalratswahl) kam es allerdings zu einer Trendwende. Die SPÖ konnte bei den letzten Wahlen immer deutliche Zugewinne erzielen. So wurde das dritte Mandat bei der Gemeinderatswahl nur knapp verfehlt, während die ÖVP bei den letzten Wahlen zurückstecken musste.

### Bürgermeister
Letzter Bürgermeister war Gottfried Reisinger (ÖVP).

### Gemeinderat
Der Gemeinderat setzte sich nach den Wahlen von 2010 wie folgt zusammen:
- 7 ÖVP und
- 2 SPÖ.

### Wappen
Seit 1. August 2008 war die Gemeinde berechtigt, ein Wappen mit folgender Beschreibung zu führen:
„In silbernem Schild unter einem roten, schwarz eingefassten Wellenbalken ein grünes, dreifach von Äpfeln – der mittlere Apfel beblättert – ausgeschlagenes Seeblatt.“

## Sonstiges
Im Jahr 2024 wurden die verschiedenen Postleitzahlen auf eine reduziert.